# 鹿角草
鹿角草（学名：Glossogyne tenuifolia）是菊科鹿角草属的植物。分布于大洋洲、马来西亚、菲律宾、臺灣以及中国大陆的广东、广西、福建等地，常生于空旷沙地、坚硬沙土和海边。

## 别名
鹞鹰爪（广西）、香茹、風茹草（澎湖）